# 伊藤昇 (作曲家)
伊藤 昇（いとう のぼる、1903年1月31日 - 1993年2月7日）は、日本の作曲家、トロンボーン奏者。伊藤能矛留のペンネームも用いた。次男はレーシングライダーとして知られ，ヤマハに初の世界GP優勝をもたらした伊藤 史朗。

## 経歴
長野県松本市出身。松本商業学校中退、各種学校アテネ・フランセ卒業。1919年から海軍軍楽隊でトロンボーン奏者として活動。除隊後は山田耕筰率いる日本交響楽協会に参加し、山田に作曲と対位法を師事した。その後、近衛秀麿率いる新交響楽団で首席トロンボーン奏者を務め、そのかたわら菅原明朗に作曲を学び、新興作曲家連盟に参加した。作風はダリウス・ミヨーの多調、アルノルト・シェーンベルクの無調、アロイス・ハーバの微分音、ジャズなどを取り入れた前衛的なものであった。その後1930年代半ばから1940年半ばにかけて映画音楽の分野で活躍した。1936年のベルリンオリンピックの芸術競技（音楽-作曲）の日本代表だったが、選外佳作に留まり敗退している。

## 作品

### 管弦楽曲
- マドロスの悲哀への感覚（1930年）[2][3]
- 二つの抒情曲（1930年）[4][5] - ピアノ曲「黄昏の単調」「陰影」をオーケストレーション
- 『スポーツ・ニッポン』 (1936年) ベルリンオリンピック大会芸術競技 (音楽) 出品作品[6]

### マンドリンオーケストラ
- 黄昏の単調（1927年）[5] - 同名のピアノ曲を編曲
- 陰影[5]

### 室内楽曲
- 弦楽四重奏曲「四分音階による幼年の詩」（1930年）
- 打楽器のための音詩「曠野」

### 歌曲
- 太陽に歌う（1930年）
- 古きアイヌの歌の断片「シロカニペ ランラン ピシカン」（1930年）[7][8]

### ピアノ曲
- 黄昏の単調（1927年）
- 陰影

### 映画音楽
- 女優と詩人（成瀬巳喜男監督、1935年）
- エノケンの近藤勇（山本嘉次郎監督、1935年）
- 桃太郎の海鷲（瀬尾光世監督、1943年）
- 決戦の大空へ（渡辺邦男監督、1943年）
- 突貫驛長（斎藤寅次郎監督、1945年）
- 明日を創る人々（山本嘉次郎・黒澤明・関川秀雄監督、1946年）
- 俺もお前も（成瀬巳喜男監督、1946年）